# Гранд Ајл (Луизијана)
Гранд Ајл (енгл. Grand Isle) град је у америчкој савезној држави Луизијана.

## Демографија
По попису из 2010. године број становника је 1.296, што је 245 (-15,9%) становника мање него 2000. године.
| Група             | 2000.         | 2010.         |
| Белци             | 1.463 (94,9%) | 1.178 (90,9%) |
| Афроамериканци    | 3 (0,2%)      | 11 (0,8%)     |
| Азијати           | 3 (0,2%)      | 2 (0,2%)      |
| Хиспаноамериканци | 23 (1,5%)     | 51 (3,9%)     |
| Укупно            | 1.541         | 1.296         |